# 弗拉西哈 (莫斯科州)
弗拉西哈（羅馬化：Vlasikha），旧称奥金佐沃-10（Одинцово-10），是俄罗斯莫斯科州的封闭市级镇，地处莫斯科州中西部，位于州府莫斯科西偏南方，四周被奥金佐沃市（城市区）所包围，距离最近的城市为奥金佐沃。一条小河穿过该镇，在镇北不远处与梅德文卡河（Медвенка）汇合，最终流入莫斯科河。
该地2021年人口有27,201人；2010年人口26,359人；2002年人口16,309人。